# Anna Kandinskaja

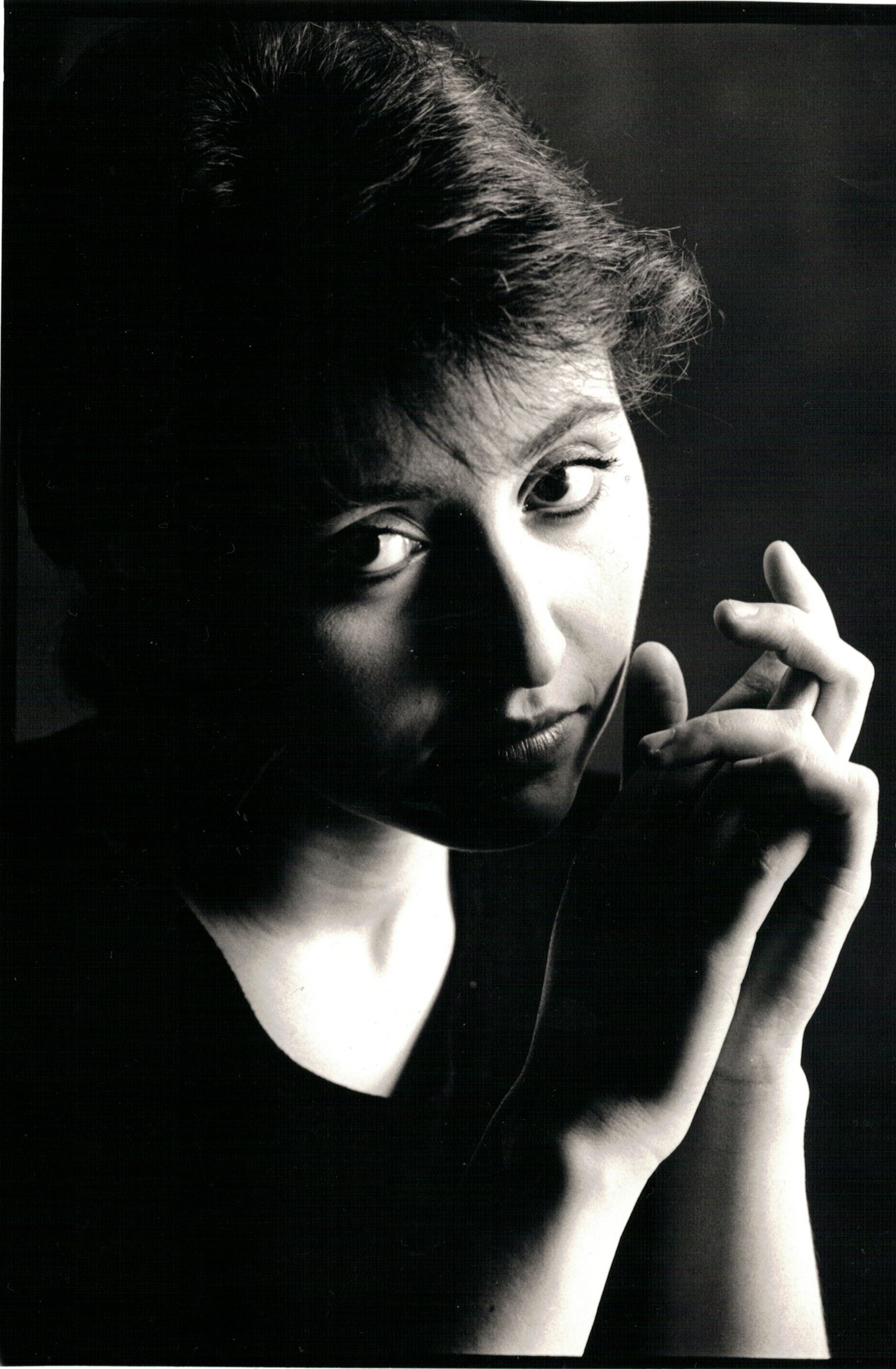
Anna Kandinskaja

Anna Kandinskaja (auch: Anna Kandinsky oder Anna Kandinskaya; russisch Анна Кандинская; * 1967 in Moskau, Sowjetunion) ist eine russisch-österreichische Geigerin.

## Leben
Anna Kandinskaja stammt aus einer russischen Musikerfamilie. Sie studierte am Moskauer Konservatorium, am Konservatorium Bern und am Royal College of Music in London bei den Lehrern Sinaida Gilels, Abraham Shtern, Waleri Klimow, Igor Ozim und Felix Andrievsky. Aus mehreren internationalen Wettbewerben ging sie erfolgreich hervor, u. a. dem Menuhin-Wettbewerb. In der Folge wurde sie von Yehudi Menuhin zur Zusammenarbeit eingeladen. Neben regelmäßigem Unterricht ebneten ihr gemeinsame Tourneen und Konzerte mit ihm durch Europa den Weg zur solistischen Karriere.
Es folgten Auftritte mit  dem Orchester des Mariinsky-Theaters und dem Royal Philharmonic Orchestra London, in der Londoner Wigmore Hall und im Barbican Centre, in der Philharmonie am Gasteig, der Münchener Residenz, in der Moskauer und der St. Petersburger Philharmonie, in der Tonhalle Zürich und im Wiener Konzerthaus ebenso wie bei den Festivals von Schleswig-Holstein, Edinburgh, Newcastle, Kopenhagen, Bad Kissingen und bei der Salzburger Mozartwoche.
Auf Einladung von Waleri Gergijew konzertierte sie bei den „Weißen Nächten“ in Sankt Petersburg und im finnischen Mikkeli. Gidon Kremer lud sie zu seinem Kammermusikfest nach Lockenhaus ein, mit seiner Kremerata Baltica spielte sie solistisch wie auch kammermusikalisch in europäischen Konzerthäusern.
Zu ihren Kammermusikpartnern zählen u. a. Gidon Kremer, Natalia Gutman, Yuri Bashmet, András Schiff, Lars Vogt, Boris Pergamenschikow, Mikhail Rudy, Nobuko Imai, Miklós Perényi und Christopher Hinterhuber.
Anna Kandinskaja unterrichtete an der Universität für Musik und darstellende Kunst in Wien, seit 2012 ist sie Professorin für Violine am Joseph Haydn-Konservatorium Eisenstadt. Weiters unterrichtet sie auf Meisterkursen unter anderem am Londoner Royal College of Music, an der Hochschule für Musik Saarbrücken, der Sommermusik Altensteig/Stuttgart, beim Forum Musikae in Madrid, am japanischen Osaka Music-Festival, an diversen südkoreanischen Musikuniversitäten und am Shanghai Conservatory. Sie ist Jurorin bei internationalen Wettbewerben in Österreich, im Vereinigten Königreich, in Russland, Italien und Fernost (u. a. Concorso R. Lipizer, London-Gates-Competition, Jampolsky-Competition/Moskau, Brahms-Wettbewerb/Pörtschach).
Durch die Familie Razumovsky und die gleichnamige Gesellschaft wurde sie zur Primaria des in Wien beheimateten Razumovsky-Quartetts berufen.

## Auszeichnungen
- 1. Preis Konzertgesellschaft München, 1991[5]
- 1. Preis, Deuxieme Concours International de Violon Yehudi Menuhin, Categorie Musique de Salon, Paris 1992